# Étienne Boulay
Pour les articles homonymes, voir Boulay.
Étienne Trépanier-Boulay, connu sous le nom d'Étienne Boulay est un joueur canadien de football canadien, un animateur de télévision et de radio ainsi qu'un entrepreneur Québécois.

## Biographie
Il est né dans le quartier Ahuntsic à Montréal le 10 mars 1983. Il a fait ses études secondaires au Collège Jean-Eudes, dans le quartier Rosemont. Après avoir terminé son secondaire, il a obtenu une bourse pour aller étudier et jouer au football à Kent School, une prestigieuse école située à Kent, au Connecticut. Après avoir passé deux années à Kent, il a obtenu une bourse complète pour poursuivre sa carrière à l’Université du New Hampshire pendant quatre ans.
Il a deux enfants avec sa conjointe actuelle, Maïka Desnoyers.
En 2020, né d’une collaboration avec la Station Agro-Biotech, il lance les breuvages sans-alcool Atypique avec comme objectif de repousser les limites du prêt à boire, en offrant les recettes classiques, mais en version sans alcool et moins sucrées. À la suite du succès de l'entreprise, Keurig Dr Pepper Canada fait l'acquisition de la marque Atypique en juin 2022.
En octobre 2020, il annonce un partenariat avec le Groupe Bugatti, entreprise de sac urbain. Celui-ci annoncera une collection de 8 sacs qui s'appellera Édition 22.
Au début de l'année 2021, il décide de sortir son propre podcast intitulé "Chiller chez Boulay" où il reçoit plusieurs invités de différents domaines afin de discuter librement de divers sujets, comme le succès, le stratégie et l'attitude. Il s'entretient avec des vedettes québécoises telles que François Lambert et Marie-Lyne Joncas.
Le 14 juillet 2022, il crée sa propre maison de disque, Balistique Musique, avec le membre du groupe Kaïn John Anthony Gagnon-Robinette. La nouvelle entité assure toute une gamme de services aux artistes en s’associant avec d’autres entreprises, dont la distribution numérique, la promotion radio, les relations de presse, l’édition musicale et la programmation de spectacles. L’équipe souhaite sortir des sentiers battus et offrir aux artistes une approche adaptée à l’ère moderne.
Le 12 septembre 2024, il annonce devenir l'un des copropriétaires de l'équipe professionnelle de Hockey sur Glace Nice hockey élite et évoluant dans la Ligue Magnus avec Filipe Bastos, Philippe Jot et Jean-François Ropart. 
Le 27 novembre 2024, il annonce se joindre au groupe d'investisseurs des Roses de Montréal évoluant en Super ligue du nord.

## Carrière professionnelle

### Football
Étienne Boulay est repêché par les Alouettes de Montréal de la Ligue canadienne de football en avril 2006, sélectionné au second tour, soit 16e au total. Le 18 janvier 2008, Boulay signe un contrat professionnel avec les Jets de New York. Son aventure new-yorkaise ne dure que quelques mois. En 2008, il retourne avec les Alouettes dans la Ligue canadienne de football, et participe aux victoires de son équipe à la coupe Grey le 29 novembre 2009 et le 28 novembre 2010. Le 15 juin 2012, les Alouettes de Montréal prennent la décision de libérer le maraudeur québécois. Un mois plus tard, le 15 juillet 2012, Étienne se joint aux Argonauts de Toronto pour une durée d'un an, et remporte la coupe Grey 2012. Il est libéré par les Argos en décembre 2012 et prend sa retraite à l'été 2013.

### Télévision
- 2011-2015 : Les Testeurs à Vrak.tv avec Patrice Bélanger[12]
- 2016 : Papas à 110% à Canal Vie avec les coanimateurs Pierre-Yves Lord et Maxim Martin[13]
- 2018 : Bootcamp: le parcours extrême à V avec Émily Bégin[14]
- 2018 : Liens rompus à Moi & cie[15]
- 2018 : Documentaire Boulay: le parcours d'un battant à Canal D
- 2019 : Les naufragés de l'amour à Canal Vie[16]
- 2022 : Documentaire Verglas 98 à Historia[17]
- 2023-2024 : Les Testeurs à Z avec Patrice Bélanger[18]
- 2025 : Les Testeurs à Noovo avec Patrice Bélanger[19]

### Web
- 2015-2019 : Ma famille mon chaos avec sa conjointe Maïka Desnoyers[20]
- 2021-2024 : Podcast Chiller chez Boulay[21]

### Livres
- 2015-2018 : Série Touchdown (3 romans jeunesse) avec le coauteur Patrick Marleau [22]
- 2018 : Le parcours d'un battant avec le coauteur Marc-André Chabot[23]

### Radio
- 2017-2020 : collaborateur à Rouge FM à l'émission Véronique et les fantastiques (anciennement Éric et les fantastiques)[24]
- 2020-2022 : Animateur à WKDN 99.5 FM à l'émission On part ça d'même![25]
- 2023-2024 : Animateur à WKDN 99.5 FM à l'émission Le Détour[26]

### Porte-parole
- 2016-... : Bell Cause pour la cause en lien avec la santé mentale[27]

### Musique
- 2022-...: cofondateur de la maison de disque Balistique Musique[28]

## Honneurs
- Trophée Frank-M.-Gibson (meilleure recrue de la division Est de la LCF) : 2006